# Sibeliusgången

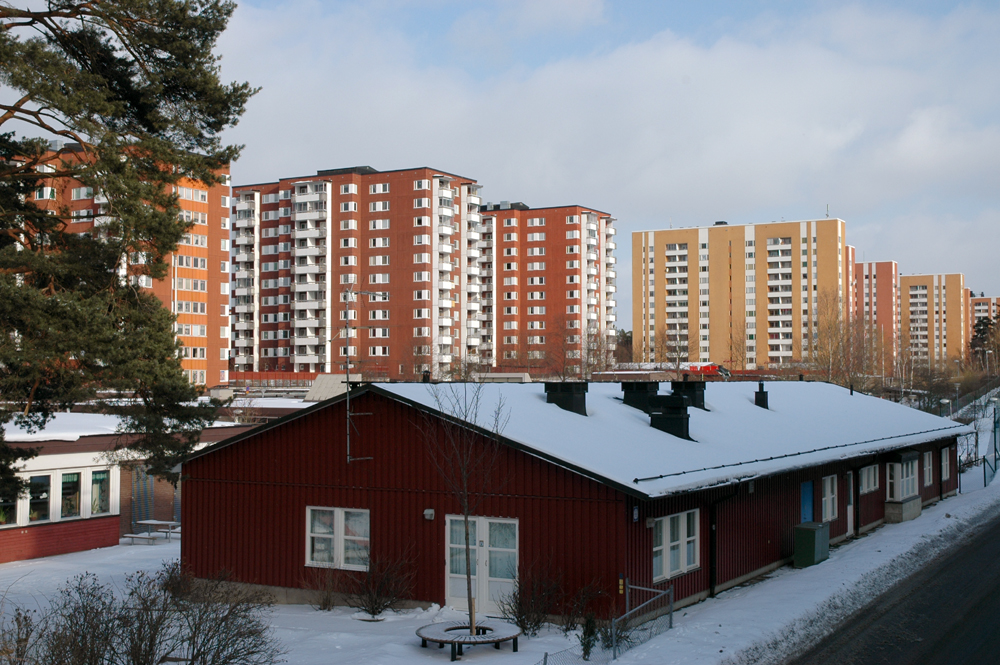
Sibeliusgången och Stenhagsskolan

Sibeliusgången är huvudgångvägen genom Akalla i Västerort, Stockholms kommun. Den har namngivits (1972) efter den finländske kompositören Jean Sibelius och är 900 meter lång.
Hus längs vägen:
- Nr 3: Oxhagsskolan
- Nr 5-23: Akalla centrum
- Nr 7: Akalla kyrka
- Nr 18: södra entrén till station Akalla
- Nr 18: Mindre torg med fyra fontäner, Akallafontänen av Bertil Johnson, rest 1976.
- Nr 20: Akalla servicehus
- Nr 25: Stenhagsskolan
- Nr 26: mindre park med fontän i granit, Springbrunn, av Bertil Johnson, rest 1976.
- Nr 30: norra entrén till station Akalla